# Yaroslav Halán
Yaroslav Oleksándrovich Halán (en ucraniano: Ярослав Олександрович Галан, apodo del partido Camarada Yaga; 27 de julio de 1902, Dynów - 24 de octubre de 1949, Leópolis) fue un escritor, publicista y dramaturgo antifascista ucraniano, miembro del Partido Comunista de Ucrania Occidental desde 1924, matado por los insurgentes nacionalistas en 1949.

## Biografía

### Años tempranos
Yaroslav Halán nació en Dynów (actual Polonia) en la familia de Oleksandr Halán, un funcionario de correos. De niño vivía y estudiaba en Peremyshl, donde disfrutó de la gran colección de libros reunida por su padre. Lo influyó mucho la creatividad del escritor socialista ucraniano Iván Frankó. En la escuela por los pensamientos críticos Yaroslav tenía conflictos con los sacerdotes que enseñaban teología.
Después del comienzo de la Primera Guerra Mundial su padre junto con otros elementos «poco confiables» que podían simpatizar con los rusos fue internado en el campamento de Talergof por las autoridades austriacas. Los rusos tomaron Galitzia.
Durante la próxima ofensiva austriaca su madre para evitar represiones evacuó a su familia con el ejército ruso en retirada a Rostov del Don, donde Yaroslav estudiaba en el gimnasio y actuaba en el teatro local. Viviendo allí, Halán fue testigo de los eventos revolucionarios. Se familiarizó con la agitación de Lenin y descubrió las obras de escritores rusos como León Tolstói, Máximo Gorki, Visarión Belinski y Antón Chéjov. 
Más tarde esos eventos formaron la base de su cuento «Los días inolvidables». Al vivir en Rostov del Don, Halán a menudo iba al teatro. Así nació su obsesión con este arte, que en el futuro determinó su decisión de ser dramaturgo.

### Años de estudiante
Después de la guerra regresó a Galitzia (anexada por Polonia), donde en 1922 se graduó del gimnasio ucraniano de Peremyshl. Luego estudió en la Escuela Superior de Comercio de Trieste en Italia. En 1922 Halán se matriculó en la Universidad de Viena. En 1926 transfirió a la Universidad Jaguelónica de Cracovia, de la que se graduó en 1928 (según algunas fuentes, no pasó las pruebas finales). Después de eso, Halán comenzó a trabajar como profesor de lengua y literatura polaca en un gimnasio privado en Lutsk. Sin embargo, diez meses después, fue expulsado de la enseñanza por motivos políticos.
En sus años de estudiante Halán se unió al movimiento de izquierda. Siendo estudiante de la Universidad de Viena, Halán se convirtió en miembro de la comunidad de trabajadores «Einheit» («Unidad») gobernada por el Partido Comunista de Austria. Desde 1924 participaba en el movimiento clandestino de liberación nacional que en las tierras ucranianas en la Segunda República Polaca (excepto Galitzia bajo la influencia de la OUN) fue liderada por el Partido Comunista de Ucrania Occidental (PCUO). Se unió al PCUO cuando estaba de vacaciones en Peremyshl. Más tarde, al estudiar en Cracovia, fue elegido vicepresidente de la organización legal de estudiantes «Życie» («Vida») gobernada por el Partido Comunista de Polonia.

### Creatividad y lucha política en Polonia

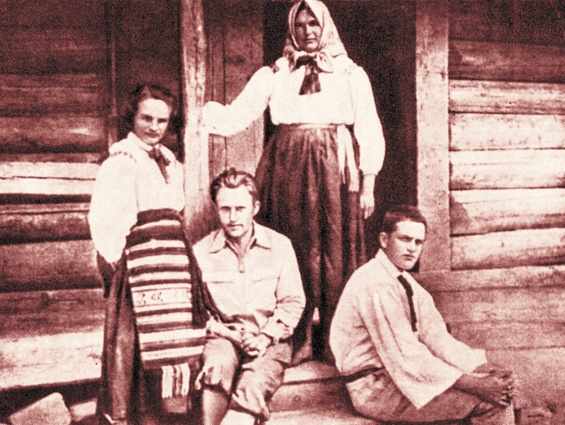
Yaroslav Halán con su primera esposa Anna Henyk y sus parientes en el pueblo de Bereziv. 1929

La creatividad del escritor también empezó en los años 1920. En 1927 Halán terminó de escribir su primera obra de teatro «Don Quijote de Ettenheim». Por primera vez reveló la venalidad de los partidos nacionalistas y chovinistas en la obra «99%» (1930). El tema de la lucha de clases y la condenación de segregación fueron actualizadas en las obras «Cargo» (1930) y «Célula» (1932), llamando a las acciones unidas y la solidaridad entre los proletarios ucranianos, judíos y polacos.
La obra de Halán «99%» fue representada por el semi legal «Teatro obrero de Leópolis». En la víspera del estreno las autoridades polacas lanzaron una campaña de arrestos masivos contra los comunistas ucranianos occidentales, enviándolos a la prisión de Lutsk. Como el director del teatro y uno de los actores principales fueron arrestados, el estreno estaba al borde del fracaso. A pesar de los riesgos de ser arrestados, los trabajadores continuaron ensayando, por lo que la obra se presentó con un retraso de solo un día. Cerca de 600 trabajadores asistieron al estreno, para ellos eso fue una forma de movilización de protesta contra las represiones y el nacionalismo.
Halán fue uno de los fundadores del grupo de los escritores proletarios ucranianos «Gorno». De 1927 a 1932 junto con otros escritores comunistas y miembros del PCUO, trabajaba en la revista ucraniana Vikna, basada en Leópolis, hasta su cerramiento por la censura.
Al vivir en Leópolis bajo el control de Polonia, tenía que ganar dinero haciendo traducciones de unas novelas de alemán a polaco. En 1932, se mudó a Nyzhniy Bereviz, el pueblo nativo de su esposa ubicado en las montañas de los Cárpatos cerca de Kolomyia, y siguió trabajando en sus propias obras de teatro, cuentos y artículos. En el pueblo difundía agitación comunista entre los campesinos, creó la célula del Socorro Rojo Internacional y el Comité de Ayuda a los Hambrientos. Sin oportunidades para encontrar trabajo, vivió en el área rural hasta junio de 1935, cuando fue convocado por el CPWU para regresar a Leópolis.
A Halán se le negó la ciudadanía soviética en 1935.
En 1935, viajaba mucho por Prykarpattia, dando discursos a los campesinos. Se convirtió en un experimentado propagandista y agitador. Dirigiéndose a los trabajadores de la ciudad, Halán les explicaba los puntos principales de la teoría marxista.  En particular, tenía conferencias sobre la obra de Friedrich Engels «Del socialismo utópico al socialismo científico» y sobre «Trabajo asalariado y capital» por Karl Marx. Junto con el joven escritor comunista Oleksa Havriliuk, Halán organizaba apariciones secretas, escribía prospectos y proclamaciones, transfería literatura ilegal a Leópolis.
Durante su carrera política el escritor fue perseguido, dos veces encarcelado (la primera vez en 1934). Fue uno de los organizadores del Congreso Antifascista de los Trabajadores Culturales que tuvo lugar en el mayo de 1936 en Leópolis. Participó en la gran manifestación política del 16 de abril de 1936 en Leópolis sobre la que abrió fuego la policía (en total murieron treinta obreros y doscientos fueron heridos). Halán dedicó su cuento «Arco dorado» a la memoria de los camaradas fallecidos.
La participación en el Congreso Antifascista lo forzó a escapar de Leópolis a Varsovia, donde trabajaba junto con Wanda Wasilewska en la revista de izquierda Dziennik Popularny. En 1937 el diario fue cerrado por las autoridades, y el 6 de abril fue acusado de activismo comunista ilegal y enviado a la prisión en Varsovia, luego transferido a Leópolis. Liberado en diciembre de 1937, vivía en Leópolis bajo la estricta supervisión policial. Permaneció desempleado hasta 1939.
En 1937 su hermano mayor, un miembro del PCUO, murió en Leópolis. Después que el Partido Comunista de Polonia y el Partido Comunista de Ucrania Occidental, como su organización autónoma, fueron disueltos por el Comintern, la primera esposa del escritor Anna Henyk (también miembro del PCUO) que estudiaba en el Instituto de Medicina de Járkov, la URSS, fue arrestada por el NKVD y ejecutada dentro de la Gran Purga.

### En la Leópolis soviética
Después de que la URSS se anexó Ucrania Occidental y Bielorrusia Occidental en septiembre de 1939, Halán trabajaba en el diario Vilna Ukraina, dirigía el Teatro Dramático de Leópolis, escribió más de cien folletos y artículos sobre los cambios en Ucrania Occidental reunificadas con el resto del país.
«Un grupo de escritores como Yaroslav Halán, Petro Kozlaniuk, Stepán Tudor y Oleksa Havriliuk [...] trataron la liberación de Ucrania Occidental [por el Ejército Rojo] como una conclusión lógica de la política del Partido Comunista, que luchaba por la reunificación del pueblo ucraniano. En esto ellos activamente de palabra y de obra ayudaban al partido. A cambio de esto se habían familiarizado con las prisiones polacas y el hostigamiento de sus propios compatriotas. Ahora [tras eso pasó] el aire fresco estaba llenando a los pechos de ellos, por lo que sus sonrisas fueron tan sinceras y festivas».

Perto Panch, «Leópolis, calle de Kopernyk, 42». Vitchyzna, 1960, número 2, 172.
En noviembre de 1939 Halán fue a Járkov tratando de encontrar su esposa desaparecida Anna Henyk. Junto con el escritor Yuri Smolych él llegó al dormitorio del Instituto de Medicina y preguntó al portero si había una información sobre su destino. El portero sólo le devolvió una maleta con las cosas de Anna y dijo que ella fue arrestada por el NKVD, en respuesta a eso, Halán estalló en lágrimas.
En junio de 1941, siendo periodista del diario Vilna Ukraina, obtuvo sus primeras vacaciones profesionales en Crimea. Pero no logró descargar, porque el 22 de junio la Alemania nazi invadió la Unión Soviética.

### Periodo de guerra
Cuando comenzó la guerra en el Frente oriental, Halán llegó a Járkov y fue a la comisaría militar teniendo muchas ganas de convertirse en un voluntario del Ejército Rojo e ir al frente, pero le negaron.
Fue evacuado a Ufá. En septiembre de 1941, Aleksandr Fadéyev lo llamó a Moscú para trabajar en la revista en idioma polaco Nowe Horyzonty. En los días de la batalla de Moscú, el 17 de octubre, fue evacuado a Kazán.
Más tarde, el escritor llegó a Sarátov, donde trabajaba como locutor de la Estación de radio Tarás Shevchenko. Luego fue corresponsal especial de primera línea de los periódicos Sovietskaya Ukraina y Radianska Ukraina.
«La mayoría de sus comentarios en la radio han nacido espontáneamente. Él escucha los programas de radio del enemigo, piensa por un momento, luego va al estudio con un micrófono abierto y sin ninguna preparación responde, expresando todo lo que siente. Eso fue una verdadera batalla de radio contra todos los propagandistas de Hitler a partir de Goebbels, Dietrich y otros. La oportunidad de pelear así —inmediatamente, sin papel [y sin censura]— demuestra una alta confianza presentada a él por el Gobierno y el Comité Central del PCU(b).
Volodímir Beliayev, Literaturna Ukraina, 1962

En 1943, en Moscú, conoció a su futura segunda esposa, Maria Krotkova, que era artista. En octubre de 1943 el editorial Moskovskiy Bolshevik publicó la colección de sus 15 historias de guerra «Frente en directo». Al final del año, Halán se mudó a recientemente liberada Járkov, donde comenzó a trabajar en la estación de radio frontal Dnipro.
Antes y después de la guerra criticó a los nacionalistas ucranianos — banderivtsi, melnykivtsi, bulbivtsi — como cómplices de los ocupantes nazis.

### Tiempos de la posguerra
En 1946, como corresponsal del periódico Radianska Ukraina representaba la URSS en el Juicio de Nurembérg contra los criminales militares nazis.
Halán ha escrito mucho sobre los nacionalistas ucranianos. En su cuento «Lo que no tiene nombre» describió los crímenes de la OUN:
«Una niña de catorce años no puede tranquilamente mirar a carne. Ella tiembla cuando alguien va a cocinar chuletas en su presencia. Hace unos meses, en la Noche de Pascua, personas armadas llegaron a una casa de campesinos en un pueblo cerca de Sarny, y apuñalaron a los habitantes con cuchillos. Con los ojos muy abiertos por el horror la chica estovo mirando la agonía de sus padres. Uno de los bandidos puso la punta de cuchillo en el cuello de la niña, pero en el último momento una nueva «idea» vino a su mente: "¡Vive por la gloria de Stepán Bandera! Y para que no mueres de hambre te dejaremos unos alimentos. ¡Vamos muchachos, cortad carne de cerdo para ella!" A los "muchachos" les gustó sea propuesta. En unos minutos delante de la niña aturdida por horror creció una montaña de carne hecha del padre y la madre sangrantes...»
En la tragedia «Bajo el águila real» (1947) el escritor criticó a la administración de ocupación estadounidense en Alemania occidental por sus rudos intentos de impedir que los soldados soviéticos internados en los campos especiales regresar a su patria. En su obra «Amor al amanecer» (1949, publicada en 1951) describió el triunfo del socialismo en áreas rurales de Ucrania Occidental.
A menudo se centraba en contrarrestar la propaganda nacionalista. Sin embargo, Halán se quejaba de que estos «establos de Augías» no eran su vocación, pero alguien tenía que hacerlo:
«Entiendo que el trabajo asenizacional es un trabajo necesario necesario y útil, pero ¿por qué solo yo y exclusivamente yo tengo que ser este limpiador de pozo séptico?.. El lector de nuestros periódicos tendrá involuntariamente la idea de que solo existe "maníaco" Halán, que se ha aferrado al fascismo ucraniano como un borracho se aferra a la balsa, [mientras que] la gran mayoría de los escritores ignoran este problema. No es necesario explicar cuales conclusiones más lejanos sacará el lector de esto».
Desde la carta de Halán a su amigo Yuri Smolych, el 2 de enero de 1948.

En sus últimos folletos satíricos Yaroslav Halán criticó la reacción nacionalista y clerical (en particular, la Iglesia greco-católica ucraniana y la doctrina anticomunista de la Santa Sede): «Su rostro» (1948), «Al servicio de Satanás» (1948), «Frente a los hechos» (1949), «El padre de la oscuridad y sus secuaces» (1949), «Los ídolos del Vaticano tienen sed de sangre» (1949, en polaco), «Crepúsculo de los dioses alienígenas» (1948), «Lo que no debe olvidarse» (1947), «El Vaticano sin máscara» (1949), etc.
Cuando la Santa Sede descubrió que Halán iba a publicar su nuevo folleto anticlerical «El padre de la oscuridad y sus secuaces», en julio de 1949 el Papa Pío XII lo excomulgó. En respuesta a eso, Halán escribió el folleto «¡Escupo sobre el Papa!», que causó una resonancia significativa dentro de la Iglesia y ente los creyentes. En el folleto ironizó sobre el Decreto contra el comunismo publicado por la Santa Sede el 1 de julio, en el que se amenazaba con excomulgar a todos los miembros de los partidos comunistas y activos partidarios de los comunistas:
«Mi único consuelo es que no estoy solo: junto conmigo el Papa excomulgó al menos a trescientos millones de personas, y con ellos una vez más yo declaro: ¡Escupo sobre el Papa!»

## Asesinato
Halán fue asesinado en un atentado el 24 de octubre de 1949 en su casa, en la calle Hvardiyska en Leópolis. Recibió once golpes en la cabeza con un hacha. Su sangre se derramó sobre el manuscrito de su nuevo artículo «La grandeza del humano liberado», dedicado el décimo aniversario de la reunificación de Ucrania occidental con la República Soviética Socialista de Ucrania.
Los asesinos -dos estudiantes del Instituto Técnico Forestal de Leópolis, Ilariy Lukashevych y Mijailo Stajur- recibieron la orden de los líderes de la OUN. En la víspera del asesinato, Lukashevych se ganó la confianza del escritor, por lo que a los estudiantes les fue permitido entrar a la casa.
Fueron al apartamento con el pretexto de que estaban discriminados en el instituto y buscaban su ayuda. Cuando Lukashevych dio una señal, Stajur atacó al escritor con el hacha. Después de que Stajur se convenció de que Halán estaba muerto, ataron al ama de llaves y escaparon.
El Ministerio de Seguridad del Estado (MGB) acusó a los nacionalistas ucranianos de este asesinato, mientras que la OUN afirmó que fue una provocación soviética para iniciar una nueva ola de represiones contra los locales.
Nikita Jrushchev, el líder de la RSS de Ucrania en aquel momento, asumió el control personal de la investigación. En 1951 Bogdan Stashynsky, un agente del MGB infiltrado a la red clandestina de la OUN, logró encontrar a Stajur, quien se jactó del asesinato. Arrestado el 10 de julio, admitió su responsabilidad por el crimen durante el juicio. Según Stajur, lo hizo debido a las declaraciones críticas del escritor sobre la Organización de Nacionalistas Ucranianos, el Ejército Insurgente Ucraniano y el Vaticano.
El 16 de octubre el tribunal militar del Distrito Militar de los Cárpatos condenó a muerte a Myjailo Stajur por ahorcamiento: la sala del tribunal aplaudió el anuncio del veredicto. El veredicto fue ejecutado el mismo día.
Historiadores contemporáneos ucranianos plantean la hipótesis que Halán fue asesinado por los soviéticos. Sin embargo, la culpa de la OUN probada con numerosas evidencias está reconocida por la mayoría de los historiadores.
El asesinato de Halán causó apuros de las medidas contra el Ejército Insurgente Ucraniano (UPA), que continuaba las actividades terroristas contra el poder soviético en Ucrania occidental. Todo el liderazgo del MGB llegó a Leópolis, el mismo Pável Sudoplátov trabajaba allí durante varios meses. Una de las consecuencias del asesinato de Halán fue la liquidación del líder del UPA Román Shujévych cuatro meses después.

## Evaluaciones por contemporáneos

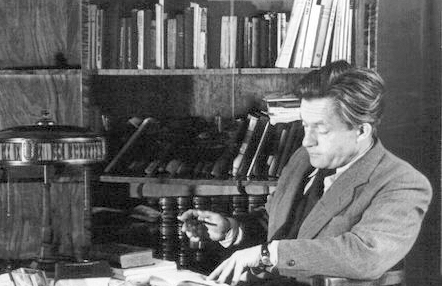
El escritor en el despacho de su casa, donde trabajaba habitualmente (1947).

«Yaroslav Halán es un publicista talentoso, era un escritor progresista en el pasado. Hoy en día sigue siendo el más avanzado entre los escritores [locales] no partidarios. Pero está infectado con el "espíritu" burgués de Europa occidental. Tiene poco respeto por la gente soviética. Los considera insuficientemente civilizados. Pero así piensa solo en el fondo. En términos generales, entiende la política del partido, pero en su opinión, el partido comete grandes errores con respeto a los campesinos en Ucrania occidental. Halán atribuye la responsabilidad de estos errores en el comité regional del PC(b)U, las instituciones locales del Ministerio del Interior y las autoridades soviéticas locales.  Cree en Moscú. No quiere unirse al partido (se le recomendaron) siendo individualista, y también para mantener sus manos, mente y palabras libres. Piensa que si se une a la fiesta, perderá todo esto.»
Extracto del informe del crítico literario G. Parjomenko al Comité Central del Partido Comunista (Bolchevique) de Ucrania, 15 de diciembre de 1947.
En 1962, en Toronto, Oleksandr Matla, alias Petro Tereschuk, un historiador pro-nacionalista de la diáspora ucraniana en Canadá, publicó el folleto «Historia de un traidor (Yaroslav Halán)», en el que acusó a Halán de ser un informador de los servicios de ambas inteligencias polaca y soviética, y de ayudarlos a oprimir a los nacionalistas e incluso a algunos escritores prosoviéticos de Ucrania occidental como Anton Krushelnytsky, quien se mudó de Leópolis a Járkov en la década de 1930 y fue asesinado durante el Gran Terror.
«[Halán] ha usado su innegable talento publicitario para servir al enemigo, por lo que se coloca fuera del pueblo ucraniano. Él ha dirigido su energía y su mente creativa contra su propia gente y sus intereses. Un egoísta escandaloso, egocentrista, amante del dinero, calumniador, cínico, provocador, agente de dos servicios de inteligencia, misántropo, falsificador, especulador y un delator son todas las características de Yaroslav Halán.»
Petro Tereschuk,  «Historia de un traidor (Yaroslav Halán)», Liga canadiense para la liberación de Ucrania, Toronto, 1962.
«Yaroslav es un erudito, artista, polemista, político y, sin duda, un periodista de nivel internacional. Me asombró su conocimiento de los idiomas: alemán, francés, italiano, polaco, judío, ruso. Recogiendo cualquier periódico o documento, él lo hojea, lee y anota algo. También me sorprendió su eficiencia en el trabajo, su interés en todo, una capacidad excepcional para "buscar" y "plantear" temas, problemas, su trabajo persistente en el procesamiento del material.»
Yuri Yanovsky, un escritor ucraniano soviético, que trabajaba con Halán en el Juicio de Núremberg en 1946.

«En 1949 fui testigo de un acontecimiento inusual. El 2 de octubre, Yaroslav Halán habló en la Universidad de Leópolis. Resultó ser su último discurso. Lo condenamos pero su presentación me sorprendió. Habló como una persona inteligente que defiende la cultura ucraniana. No tenía nada que ver con la serie de sus folletos "¡Escupo sobre el Papa!" Halán resultó ser un hombre diferente. Varios días después fue asesinado».
Myjailo Horyn, un disidente anticomunista ucraniano.

## Homenaje
- En 1954, se filmó la película «No se debe olvidar», basada en los acontecimientos de la vida de Yaroslav Halán, con Sergéi Bondarchuk en el papel principal. En 1973, se estrenó otra película basada en la biografía de Halán, «Hasta el último minuto», con Vladislav Dvorzhetsky en el papel principal.
- En 1969, el estudio Ukrkinojronika filmó la documental «Yaroslav Halán» sobre la vida a del escritor.
- Los Estudios Cinematográficos Dovzhenko en 1958 filmó la obra de Halán «Bajo el águila real», pero la película no salió por ser «demasiado anti-estadounidense». La obra del escritor «Montañas en humo» fue filmada en 1989 por el estudio Ukrtelefilm.
- En 1962, 1970 y 1976, el Correo de la URSS emitió sobres postales con un retrato de Yaroslav Halán.
- Un enorme monumento a Yaroslav Halán se instaló en Leópolis en 1972. Además, la plaza donde se encontraba el monumento  recibió el nombre de Halán. En 1992, en vísperas de la visita de los funcionarios del Vaticano, las autoridades locales demolieron el monumento, y su metal se usó para construir un monumento a Prosvita, una organización nacionalista con la que Halán luchaba. Había otro monumento al escritor en el Parque de la Cultura de la ciudad instalado en 1957 y demolido en la década de 1960. Un monumento a Halam también existió en Drogóbich, Región de Leópolis. Demolido en los años 90.
- En 1960, el apartamento de Halán en la calle Hvardiyska, 18, donde vivió entre 1944 y 1949, se convirtió en su museo personal. El museo guardaba las pertenencias personales del escritor, documentos y materiales sobre su actividad literaria y social, publicaciones de sus obras. En la década de 1990, estaba bajo amenaza de cierre, pero finalmente, se transformó en el museo «Leópolis literaria de la primera mitad del siglo XX».
- De 1964 a 1991, la Unión de Escritores de Ucrania otorgaba el Premio Yaroslav Halán por el mejor periodismo de propagandista.
- En 1979, el Consejo de Ministros de la RSS Ucraniana estableció la Beca Yaroslav Halán para los estudiantes talentosos de la Universidad Estatal Taras Shevchenko de Kiev y la Universidad Estatal Iván Frankó de Leópolis.
- En la década de 1970, en la región de Leópolis, había una red de 450 clubes ateos nombrados por Yaroslav Halán.
- Las obras de Halán en tres volúmenes fueron publicadas en Kiev en 1977-1978.
- De 1967 a 1987, la editorial Kameniar basada en Leópolis emitía el almanaque antifascista y anticlerical «El puesto nombrado por Yaroslav Halán». En total, se publicaron 22 números.
- Las calles que llevaban el nombre de Yaroslav Halán existían en Kiev, Járkov, Krivói Rog, Odesa, Cherníhiv, Dnipró, Leópolis, Jmelnytsky, Poltava, Cherkasy, Chernivtsi, Kálush, Níkopol, Úzhgorod, Mukácheve, Berzhany, Kórosten, y Novohrad-Volynskyi, pero fueron renombradas dentro de la campaña contra el patrimonio memorial soviético. En la época soviética, en Sarátov, el nombre de Yaroslav Halán fue dado a la calle donde él trabajaba en la Estación de radio Taras Shevchenko. Después de que la URSS colapsó, la calle recuperó su nombre histórico Proviantskaya.
- En Donetsk, Lugansk, Yenákieve, Torez, Shostka y Rostov del Don todavía hay calles con el nombre de Halán.
- El Teatro Regional de Drama de Lviv (Drogóbich) y el Teatro Regional de Drama de Kolomyia (Kolomyia) recibieron el nombre de Yaroslav Halán. Renombrados en la década de 1990.
- El Instituto Pedagógico de Ternopil y el Colegio Pedagógico de Lutsk recibieron el nombre de Yaroslav Halán. Renombrados en la década de 1990.
- La Biblioteca Regional de Adultos de Leópolis, establecida por las autoridades soviéticas en el edificio del Palacio Besyadetski, y la Biblioteca Regional de la Juventud de Kiev recibieron el nombre de Yaroslav Halán. Renombradas en la década de 1990. Una de las bibliotecas del distrito en Járkov todavía lleva el nombre del escritor.
- En 1954, el Cine Yaroslav Halán fue construido en el distrito de Lychakiv, Leópolis. Renombrado en la década de 1990, hoy en día está abandonado.
- El nombre de Halán fue dado a los koljoses en los siguientes pueblos: Vuzlove (Raión de Radejiv, óblast de Leópolis), Dytiatychi (Raión de Mostyska, óblast de Leópolis), Turynka (Raión de Zhovka, óblast de Leópolis), Volodymyrivka (Raión de Domanivka), Seredniy Bereziv (Raión de Kosiv, óblast de Ivano-Frankivsk), Hnylytsi (Raión de Pidvolochysk, óblast de Ternopil).
- El nombre de Yaroslav Haln fue dado a un barco de vapor de la compañía naviera Belsky, que operaba en la línea Moscú-Ufá. Actualmente está fuera de uso.
- En 2012, la Rada Suprema de Ucrania adoptó la resolución «Sobre la celebración del 110 aniversario del nacimiento del famoso escritor antifascista ucraniano Yaroslav Oleksándrovich Halán».

|                                                 |
| La tumba del escritor en el Cementerio Lychakiv |

|                                                         |
| La casa de Halan en Leópolis en la calle Havrdiyska, 18 |

|                                                              |
| La anterior de Yaroslav Halan en Járkov (renombrada en 2016) |

|                                                                               |
| El anterior edificio del el gimnasio ucraniano de Lutsk donde trabajaba Halan |

## Premios
- Orden de la Insignia de Honor - dos veces
- Premio Stalin de 2.ª clase (1952, póstumamente)
- Medalla por el Trabajo Valiente en la Gran Guerra Patria 1941-1945

## Obra

### Obras de teatro
- Don Quijote de Ettenheim (1927)
- 99% (1930)
- Cargo (1930)
- Veronika (1930)
- Célula (1932)
- Deciden (1934)
- Viena habla (1935, texto perdido)
- ¡Haz ruido, Maritsa! (1942, en ruso)
- Bajo el águila real (1947)
- Amor al amanecer (1949, publicada en 1951)
- Bozhena Shramek (sin terminar)

### Cuentos y artículos (seleccionados)
- Días inolvidables (1930)
- Castigo (1932)
- Tres muertes (1932)
- Tierras vírgenes (1932)
- Petro desconocido (1932)
- Savko está inundado de sangre (1935)
- Los muertos están luchando (1935)
- Montañas en humo (1938, en polaco)
- En el puente (1940)
- Yoasia (1940)
- Nomeolvides (1940)
- Abuelo Martyn (1940)
- Jenny (1941)
- Miss Mccarty está perdiendo la fe (1946)
- Escuela (1946)
- La grandeza del humano liberado (1949, en ruso)

### Folletos (seleccionados)
- Con cruz o con cuchillo (1945)
- La cara de ellos (1947)
- Lo que no debe olvidarse (1947)
- Al servicio de Satanás (1948)
- Crepúsculo de los dioses alienígenas (1948, en ruso)
- Frente a los hechos (1949)
- El padre de la oscuridad y sus secuaces (1949)
- Los ídolos del Vaticano tienen sed de sangre (1949, en polaco)
- El Vaticano sin máscara (1949)
- ¡Escupo sobre el Papa! (1949)

### Libros solos
- Frente en directo (1943)

### Guiones adaptados
- Bajo el águila real (1958)
- Montañas en humo (1989)

### Traducciones
- La viuda de guerra, por Leonhard Frank (1932, del alemán al ucraniano)
- Tres domobranos, por Miroslav Krleža (1932, extracto, del croata al ucraniano)
- El tábano, por Ethel Lilian Voynich (1947, del inglés al ucraniano)
- Las hermanas, por Doriana Slepian (1948, del ruso al ucraniano)

### Obras completas
En español
- Reportajes de Nuremberg. Kiev: Dnipro Publishers. 1976

En inglés
- We must not forget. Moscow: Novosti Press Agency Publishing House, 1975
- Reports from Nuremberg. Kiev: Dnipro Publishers, 1976
- People Without a Homeland: Pamphlets. Kiev: Dnipro Publishers, 1974
- Lest People Forget: Pamphlets, Articles and Reports. Kiev: Dnipro Publishers, 1986

En aleman'
- Nürnberg 1945 : Pamphlete. Kiew: Dnipro, 1975.

En ruso
- Отец тьмы и присные. М., 1950
- Избранное. М., 1951
- Избранное. К, 1951
- Ватикан без маски. М., 1952
- Избранное. М., 1952
- Любовь на рассвете. М., 1953
- Памфлеты. М., 1953
- Свет с Востока. М., 1954
- Пьесы. М., 1956
- Памфлеты. М., 1958
- Избранное. М., 1958
- С крестом или с ножом. М., 1962
- Памфлеты. М., 1982
- Избранное. М., 1985
- Об этом нельзя забывать. К, 1987

En ucraniano
- Їх обличчя: зб. нарисів. Львів, Вільна Україна, 1948
- Вибране. К., Рад. письменник, 1951
- Памфлети й фейлетони. К., Держлїтвидав, 1951
- Твори. В двох томах. К., Держлїтвидав, 1953
- Твори. В трьох томах. К., Держлїтвидав, 1960
- Старі шпигуни на новій службі. Львів, Каменяр, 1967
- Твори: п'єси, оповідання, нариси. К., Молодь, 1970
- Лицарі насильства і зради. К, Рад. письменник, 1973
- Вибрані твори. Львів, Каменяр, 1976
- Проза, публіцистика літературна і театральна критика. К., Наук. думка, 1978
- Твори. У чотирьох томах. К., АН УРСР, 1977-1980
- Драматичні твори. Львiв, Каменяр, 1981
- Драми. Проза. Публіцистика. К, Наук. думка, 1983
- Вибрані твори. Шкільна бібліотека. Львів, 1976
- Вибране. К., Дніпро, 1981
- Любов на світанні. П'єса. Публіцистика. К., Дніпро, 1986
- З неопублікованого: фейлетони. Львів, Каменяр, 1990